# 馬宮
馬宮（?—?），字游卿，本姓馬矢，西漢東海郡戚縣人。他精通《春秋》，初任郎官，後在朝中大臣師丹的舉薦下，升遷為廷尉平，調任青州刺史，以及汝南郡、九江郡太守。日後馬宮接替孔光為大司徒，獲封扶德侯。元壽二年漢哀帝駕崩，王莽擁立年幼的漢平帝登基，專擅朝政，追究從前替漢哀帝祖母傅太后擬訂諡號的諸臣，馬宮因自己曾參與商議諡號，心中惶恐憂懼，上書請求退職獲准。王莽建立新朝後，任命他為太子的師傅，馬宮最終於官任上去世。

## 生平
馬宮研究《春秋》顏氏學，因射策甲科而擔任郎官，升遷為楚國长史，後來被免除官職。其後馬宮擔任丞相史、司直，师丹推薦馬宮品行才能高潔，擢升為廷尉平，調遷青州刺史，轉任汝南郡、九江郡太守，所到之處受人稱讚。皇帝徵召馬宮擔任詹事、光祿勳、右将军，後接替孔光為大司徒，被封為扶德侯，孔光於太师任上去世，馬宮又接替孔光為太師，兼領大司徒一職。
起初，馬宮在汉哀帝時跟丞相、御史大夫共同商議漢哀帝祖母傅太后的谥号，等到了汉平帝元始年間，王莽大權獨攬，挖掘傅太后的陵墓，把她的屍骨遷回定陶縣，按平民之禮埋葬，同時追究此前議定謚號的人並加以懲處，其中只有馬宮被王莽優待，沒有受到牽連，而馬宮內心慚愧恐懼，主動上書請罪，自請退職，王莽以太皇太后王政君的名義下詔賜給馬宮策文說：
太師、大司徒、扶德侯上書說：「從前憑光祿勳的身分商議已死的定陶共王劉康之母的謚號，說『婦人依據丈夫官爵尊位為謚號，她的謚號應該叫做孝元傅皇后，其陵墓應稱為渭陵東園』，臣本來知道妾不能與嫡妻視為一體，卑下者不能與尊貴者匹敵，卻迎合旨意，隨聲附和，違背經義，亂發邪說來蠱惑誤導皇上，為臣不忠，應當被判處死刑，幸蒙恩典，准許臣洗新改過，重新做人，又讓臣能夠保全性命，扶地自思，臣入宮號稱四輔，出朝備位三公，爵位是列侯，實在沒有臉面再望朝廷，臣沒有心思再任官職，不應該再食國邑田租，願意呈上太師、大司徒、扶德侯的印信，避讓賢人進用的道路。」把您的奏章交付給有關部門，他們都認為四輔的職位是國家的總綱，三公的任務有如一鼎三足支持君主，沒有鮮明堅固的操守，就沒有資格佔據這些高位，像您說的這些最真誠的話是可以聽從，只是您的過惡發生在自新之前，您又不敢掩飾罪過，我很讚賞，不削奪您的侯爵食邑，以便表明「自古皆有死，民無信不立」的原則，您可交上太師、大司徒的印信給來使，以侯爵的身分回到家中。
王莽篡位後，任命馬宮為太子的師傅，後來馬宮死於官任上。

## 軼事
馬宮本來姓馬矢，在其治學為官後，由於矢通「屎」，馬宮嫌棄馬矢有馬糞之意，故改稱「馬氏」。

## 延伸閱讀
[在维基数据编辑]
 《漢書·卷081》，出自班固《漢書》

| 前任： 賈延 | 西汉光祿勳 前2年      | 繼任： 甄豐       |
| 前任： 孔光 | 西汉大司徒 前1年－5年 | 繼任： 平晏       |
| 前任： 孔光 | 西汉太師 5年          | 無 原因：職位撤銷 |